# Wolfgang Wenzel Haffner

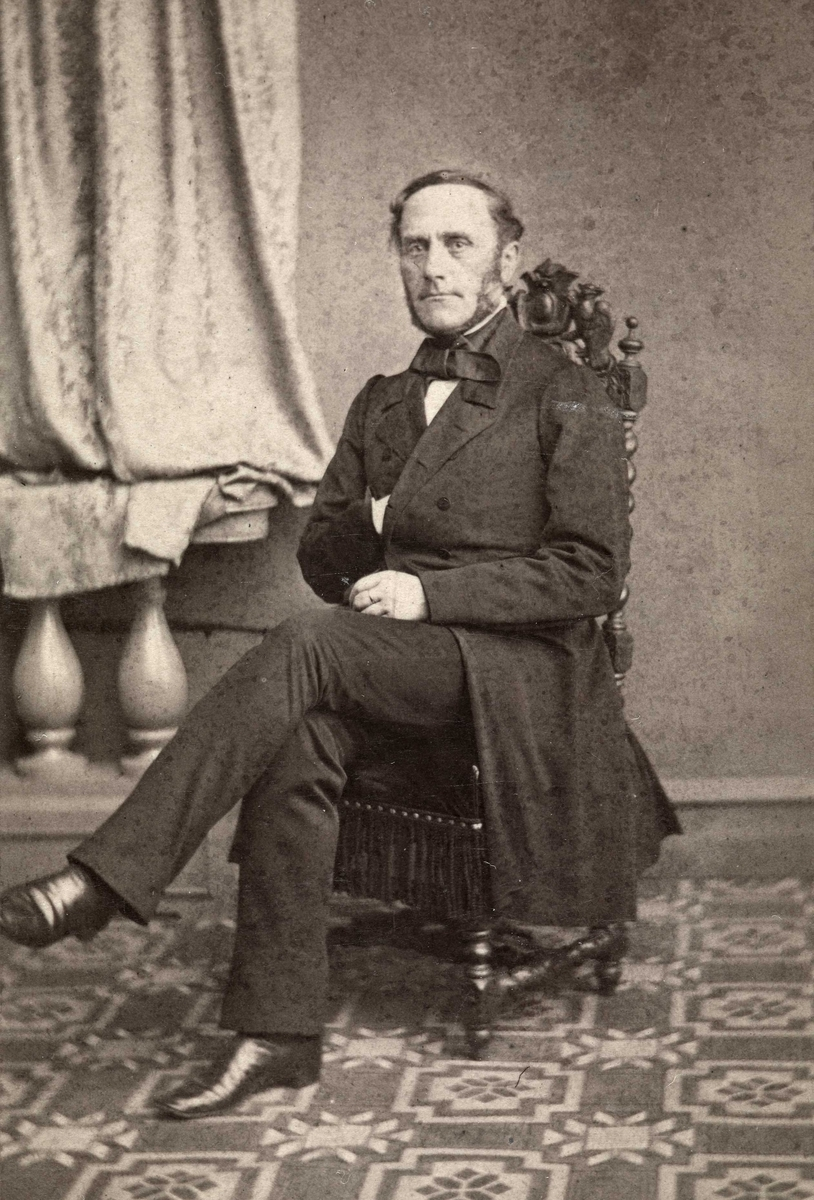

Wolfgang Wenzel Haffner, född 23 november 1806 i Kristiania (nuvarande Oslo), död där 11 november 1892, var en norsk sjömilitär. Han var kusin till Wolfgang von Haffner och far till Wilhelm Haffner.
Haffner blev officer vid flottan 1824, kommendörkapten 1858, kommendör 1860 och erhöll avsked 1870. Haffner var 1839–1848 lärare för kronprins Oskars söner samt 1861–1869 statsråd och chef för marindepartementet. Åren 1875, 1881 och 1884 var han kortare perioder medlem av regeringen.